# 大築島
大築島（おおつくしま）とは、熊本県八代市にある無人島である。以前は人が住んでいたが現在は無人化し、人の立ち入りが禁止されている。

## 概要
島全体が石灰岩でできていたことから、明治時代より石灰石の採掘（露天掘り）がおこなわれた。
かつては標高約100mの高さがあったが、島全体が海面近くまで掘りつくされ、1995年に採掘が終了した。
現在は土砂処分場となっている。

## 歴史
1889年、日本セメント（現・太平洋セメント）八代工場の原料鉱山として採掘が開始される。
昭和時代までは集落や学校なども存在し、約50世帯・250人ほどが生活していた。
1961年、集落があった場所も削ることになったため、住人は八代市に移住。無人島となり、従業員は八代市から通勤することになった。
1995年、島全体がほぼ海面近くまで削られ、採掘が終了。
石灰石の採掘が終了した後は「大築島土砂処分場」として、八代港を浚渫した際に出た土砂の処分場となり、島の北側が護岸され大規模に埋め立てられた。
2022年現在、島の南側も処分場とすべく、大規模な護岸工事が行われており、立ち入り禁止となっている。

## 物語の舞台
- 小説「白い島」島一春著